# Stolniceni, Hîncești
Stolniceni este un sat din raionul Hîncești, Republica Moldova.

## Istoric
Pe teritoriul satului se află o cetățuie geto-dacică. 
Localitatea a fost atestată pentru prima dată în anul 1645:
„Scriem și mărturisim cu acesta scrisoare a noastră ca au venit înnainte noastră Dumitru Cărăbățu și cu ficiorul lui, Darii, și Ionașco și frati-său, Petre, ficiorul Milchei, și Bejan și nepotul său, Ștefan, și cumnatul lor, Haritonu, nepoții lui Marcul, și Pavăl și Andrii, ficiorii lui Ghervasăi, și alt Andrii, ficiorul Lupului, nepoții Horopcenului, și s-au tocmit dinnainte noastră cu Mihalce Tăban șetrariul și cu giupânesa lui, Marie, fata lui Ionașco Stroici, nepoata lui Stroici logofăt, și ș-au răscumpărata trei părți di sat di Stolniceni, ce sânt pe Tărnușa, în ținutul Lăpușnii, ci aceli trei părți de sat di Stolniceni au fost a lor di moșie și au fost vânduți de niști sămințănii a lor lui Stroici logofăt.

...

Din let 7153 <1645> martie 29.”
Biserica „Acoperământul Maicii Domnului” datează din 1911.
Școala a fost construită în 1970.

## Demografie

### Structura etnică
Componența etnică a satului Stolniceni
     Români (Moldoveni) (93,55%)
     Ucraineni (0,52%)
     Nedeclarat (5,53%)
Conform recensământului populației din 2014  populația satului Stolniceni este de 1.536 de locuitori.

## Administrație și politică
Componența Consiliului local Stolniceni (11 consilieri), ales la 5 noiembrie 2023, este următoarea:
|  | Partid                                       | Consilieri | Componență | Componență | Componență | Componență |
|  | -------------------------------------------- | ---------- | ---------- | ---------- | ---------- | ---------- |
|  | Partidul Social Democrat European            | 4          |            |            |            |            |
|  | Partidul Acțiune și Solidaritate             | 3          |            |            |            |            |
|  | Partidul Național Liberal                    | 2          |            |            |            |            |
|  | Candidat independent ANATOLIE MANIC          | 1          |            |            |            |            |
|  | Partidul Socialiștilor din Republica Moldova | 1          |            |            |            |            |

## Galerie de imagini

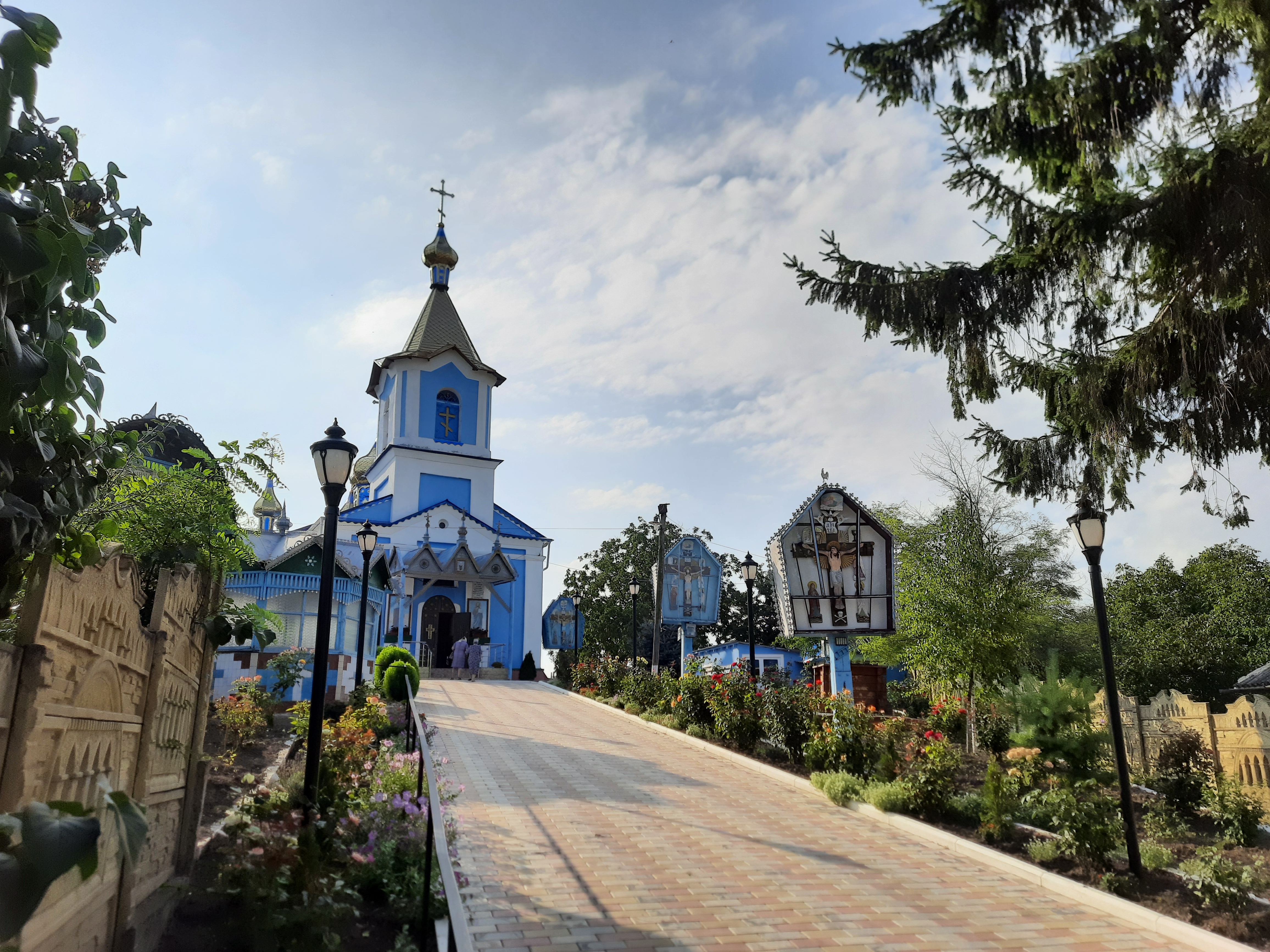
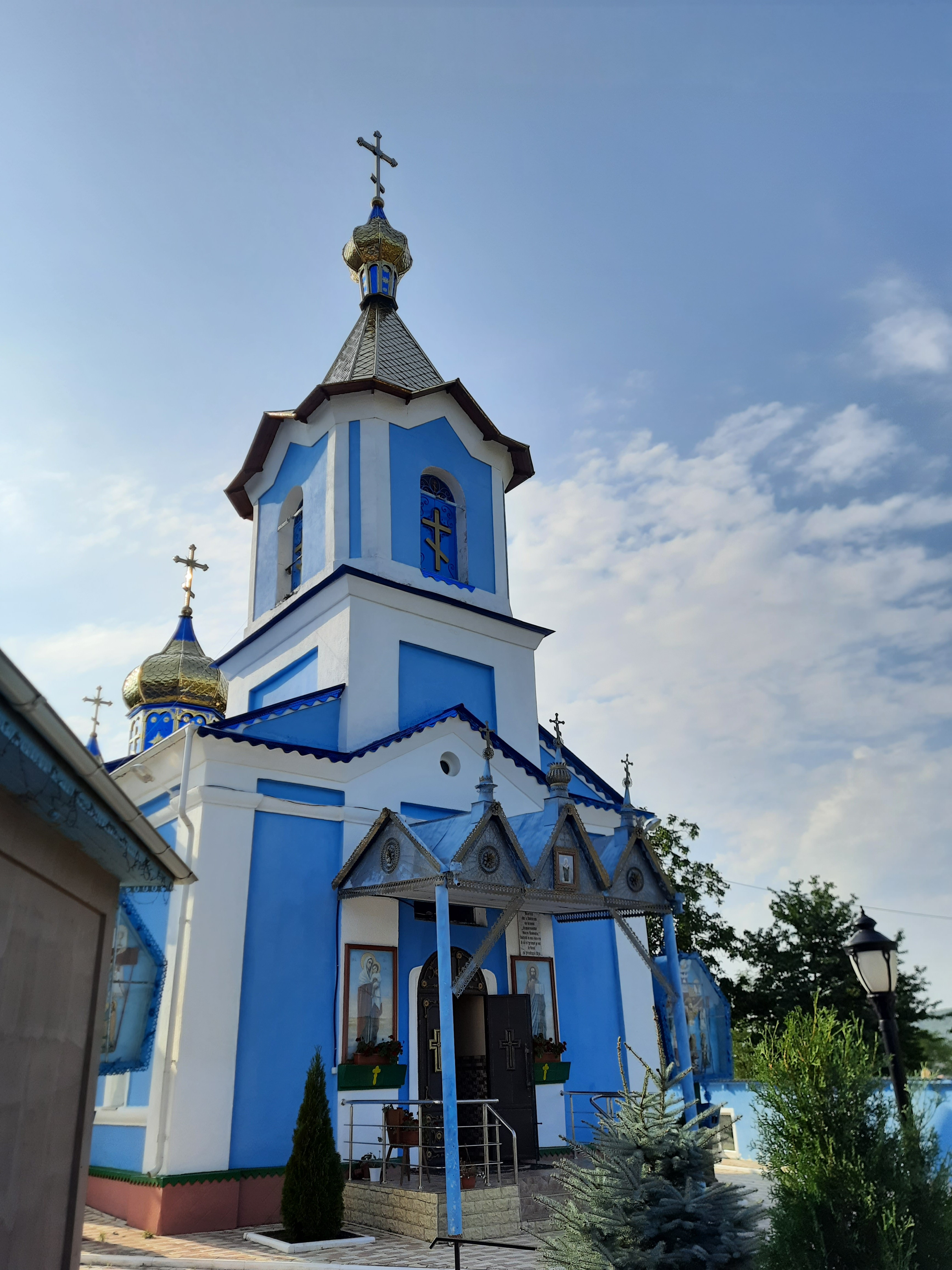
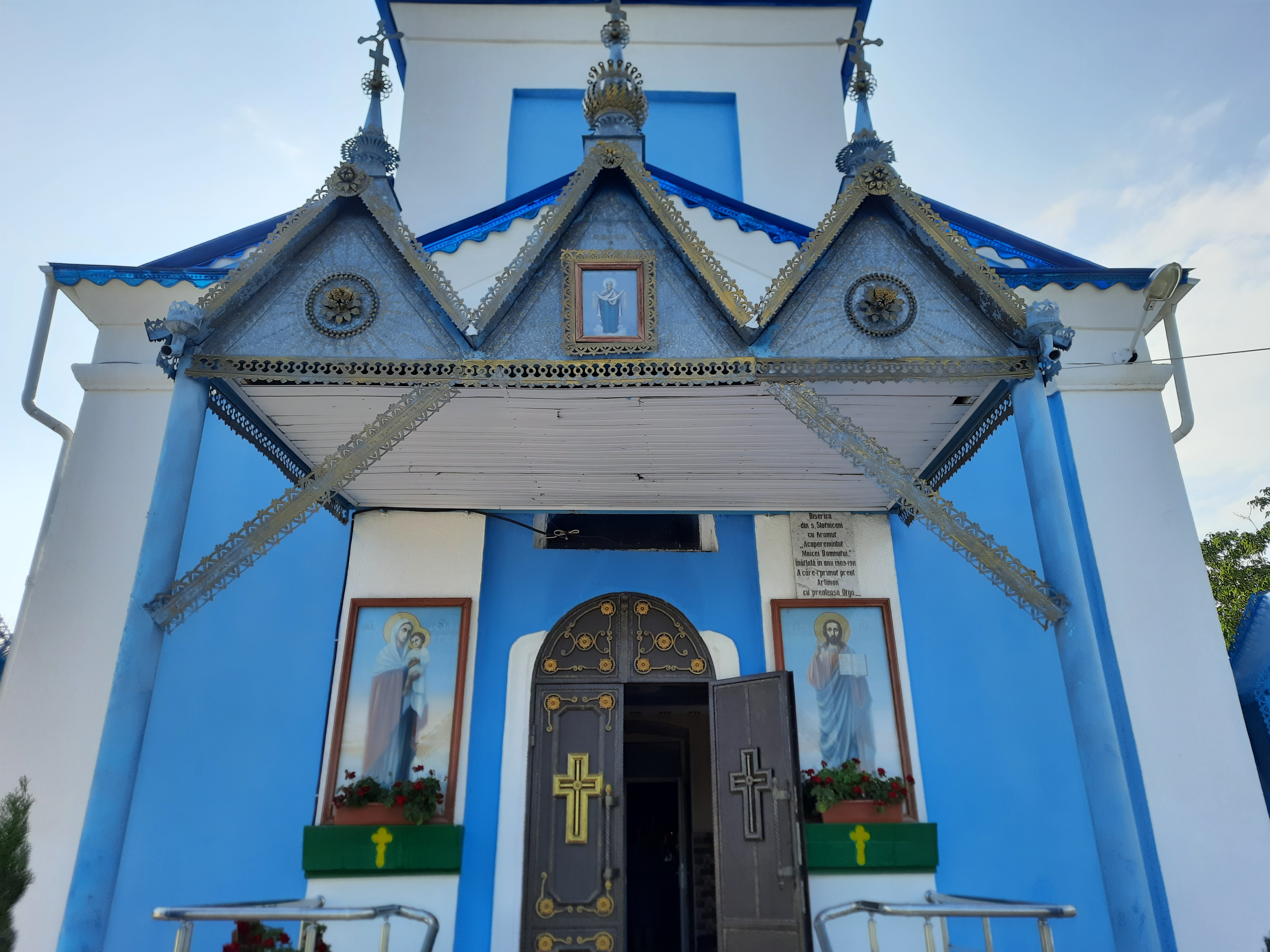
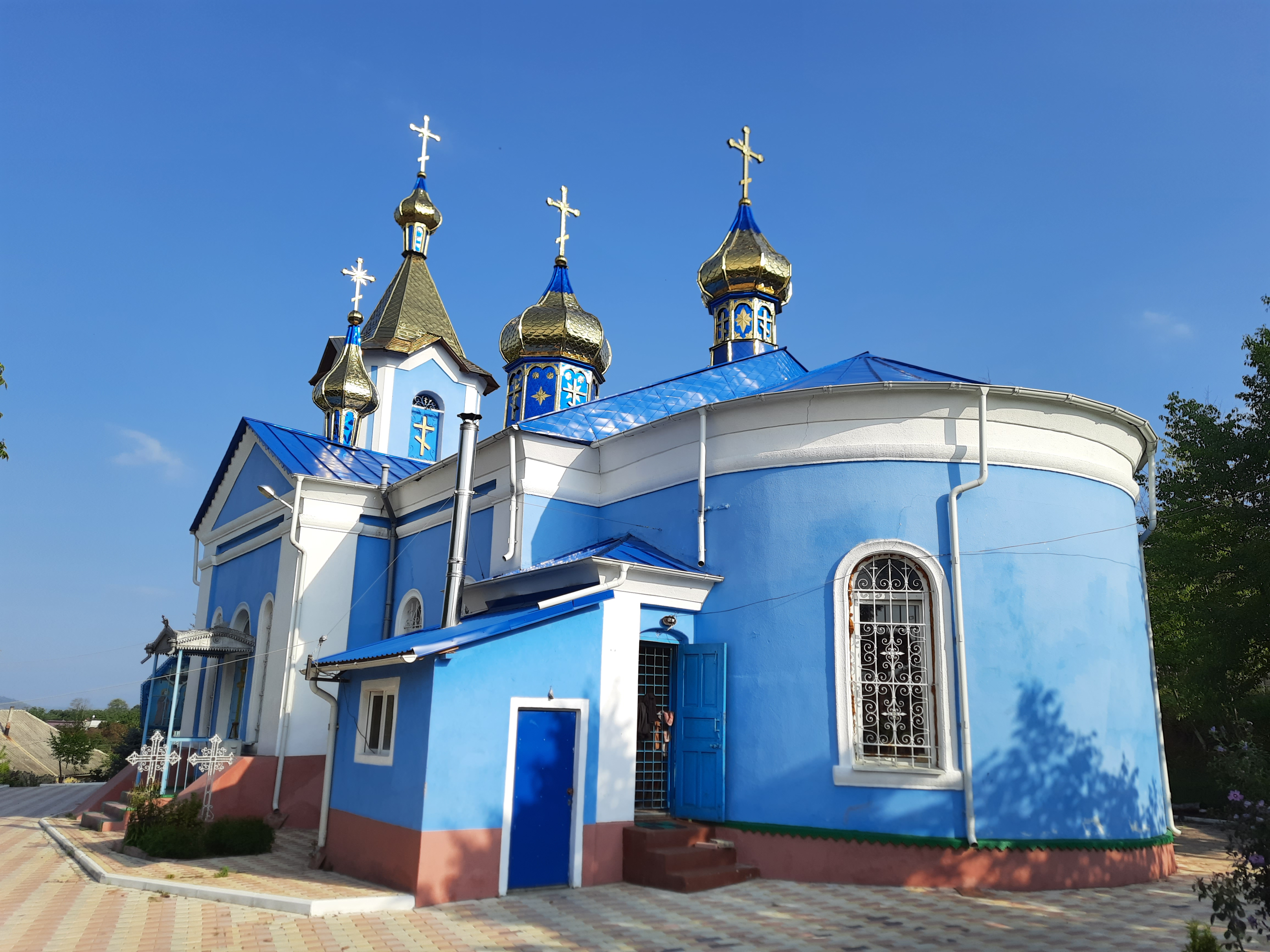
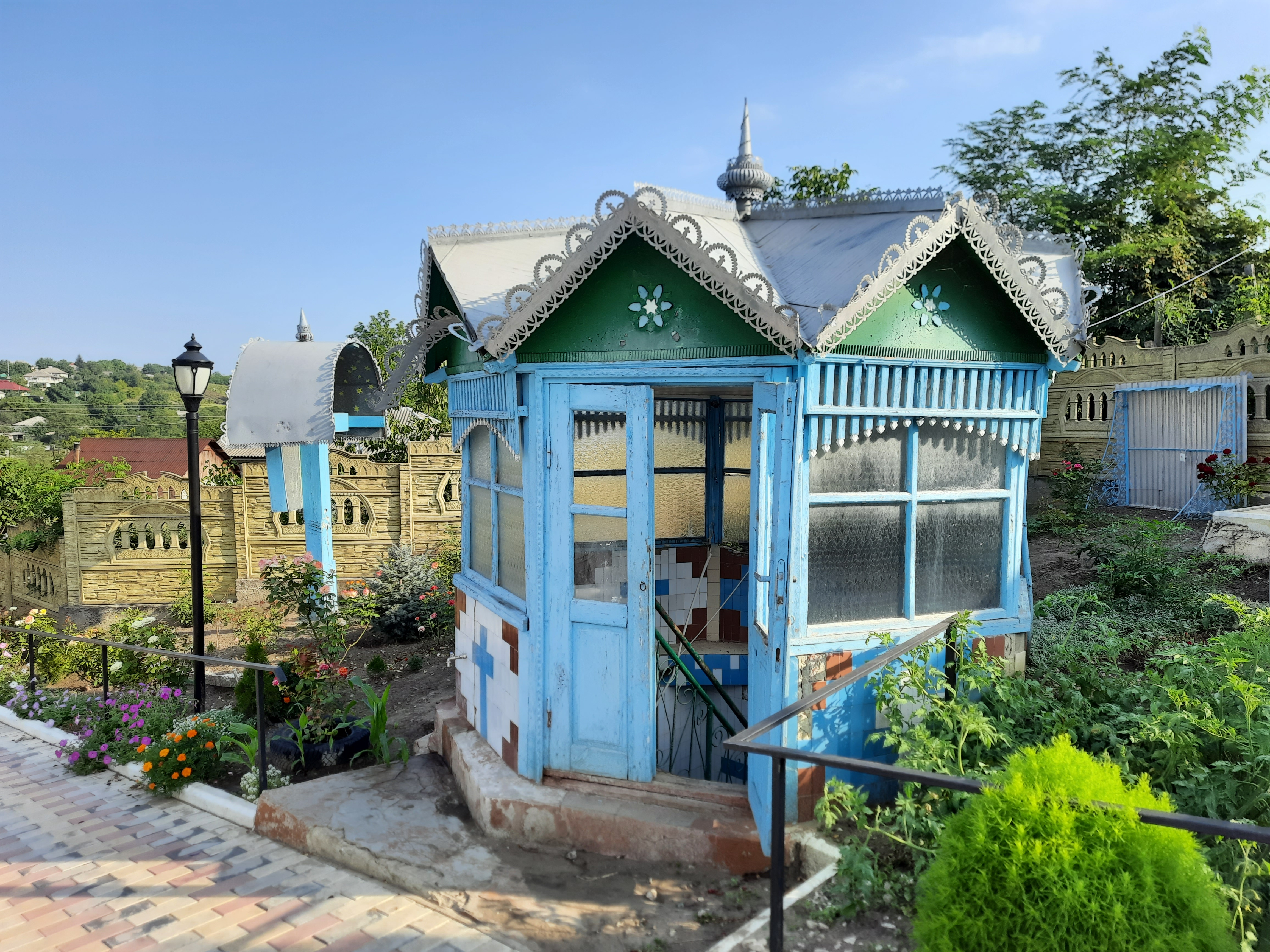
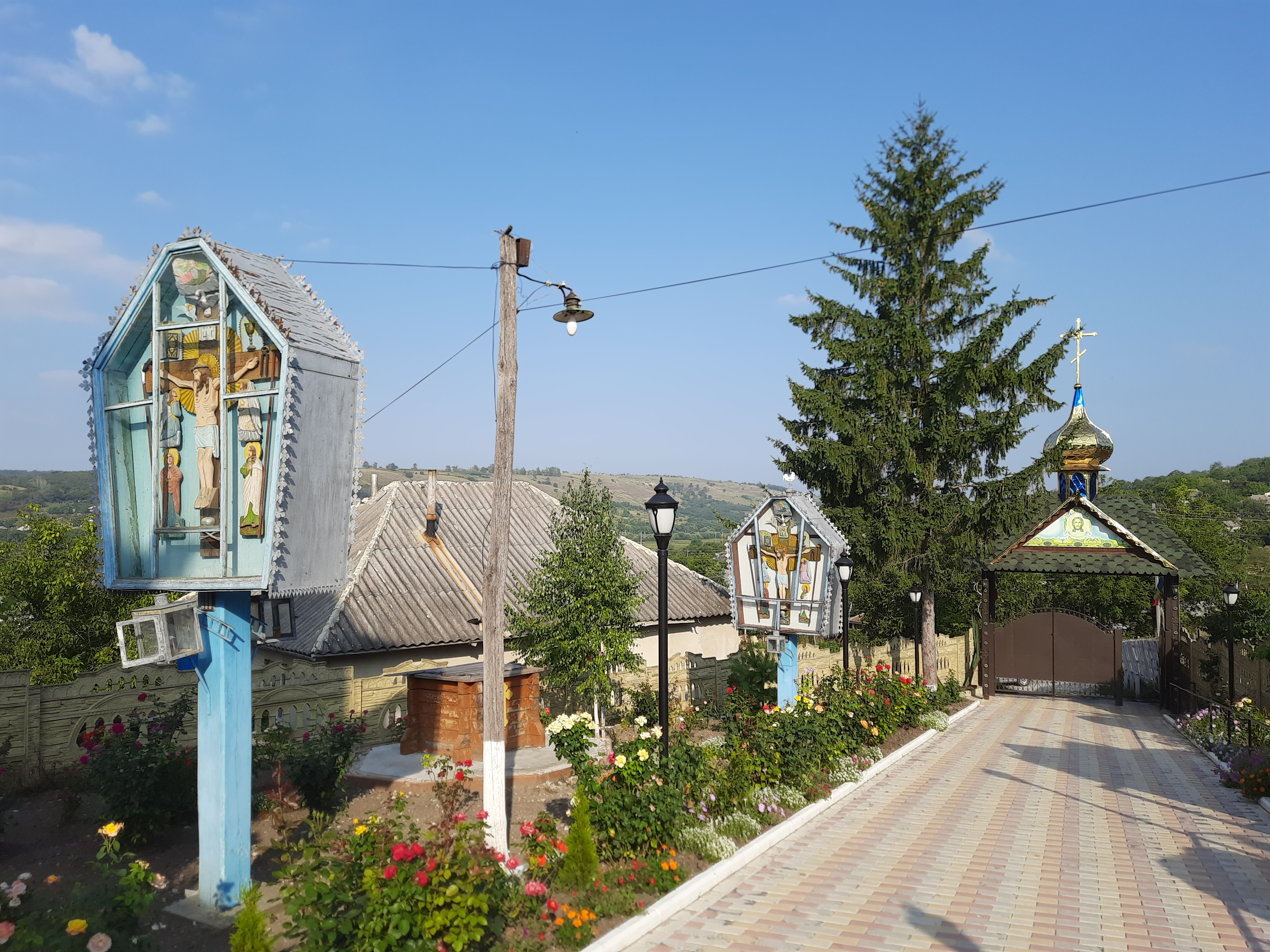
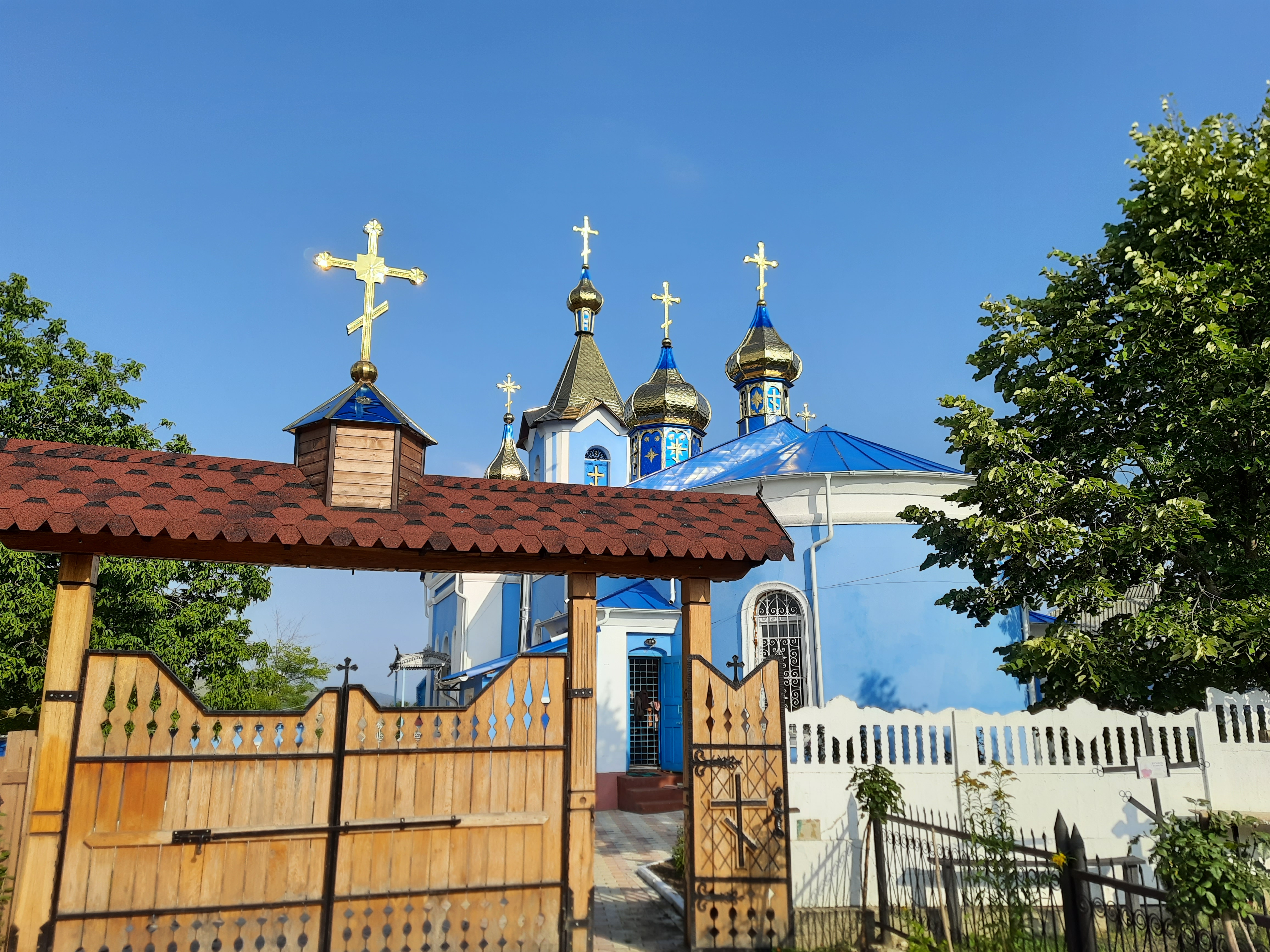

Biserica „Acoperământul Maicii Domnului” din localitate, monument ocrotit de stat.
Alte locuri

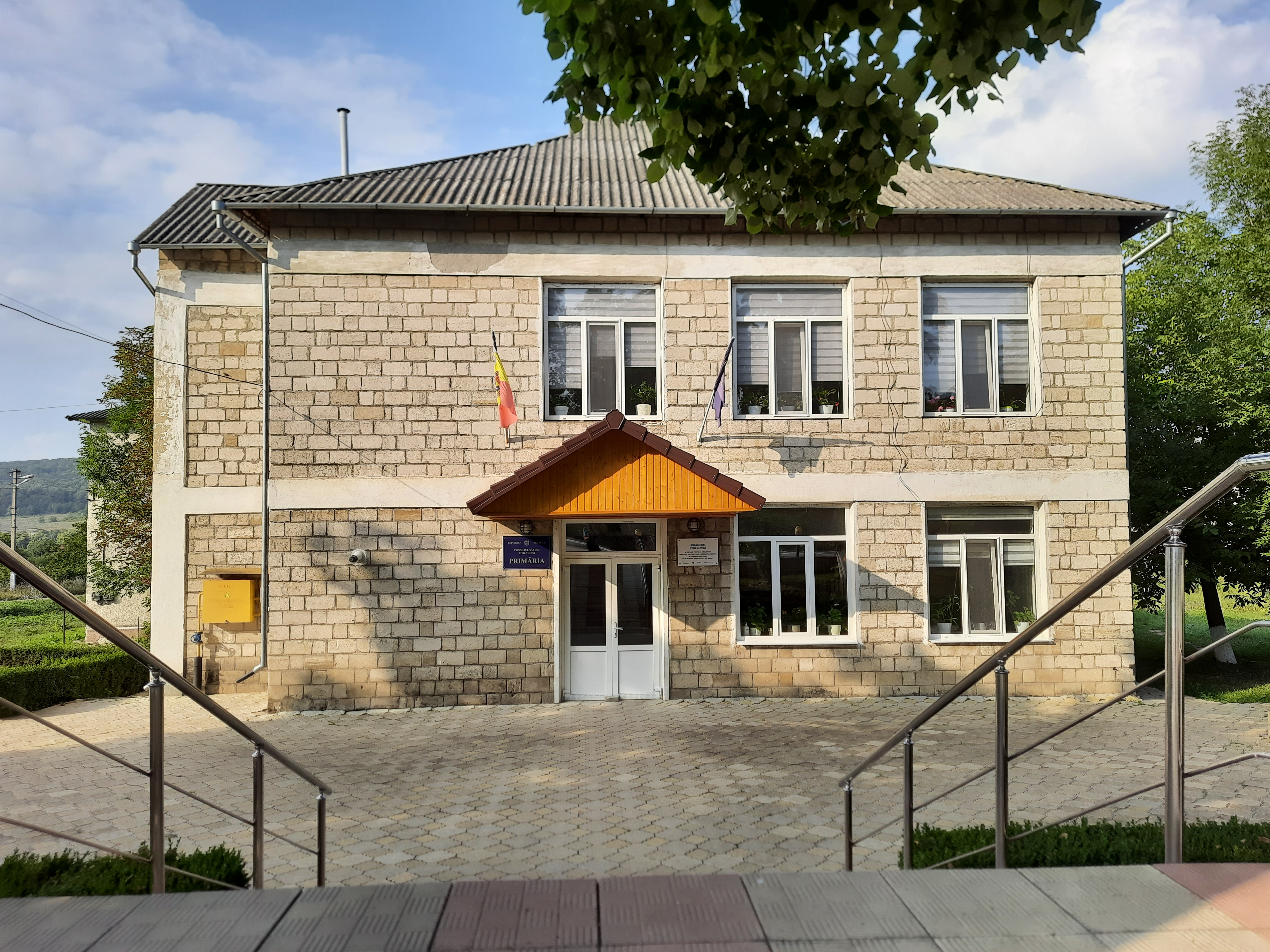
Primăria
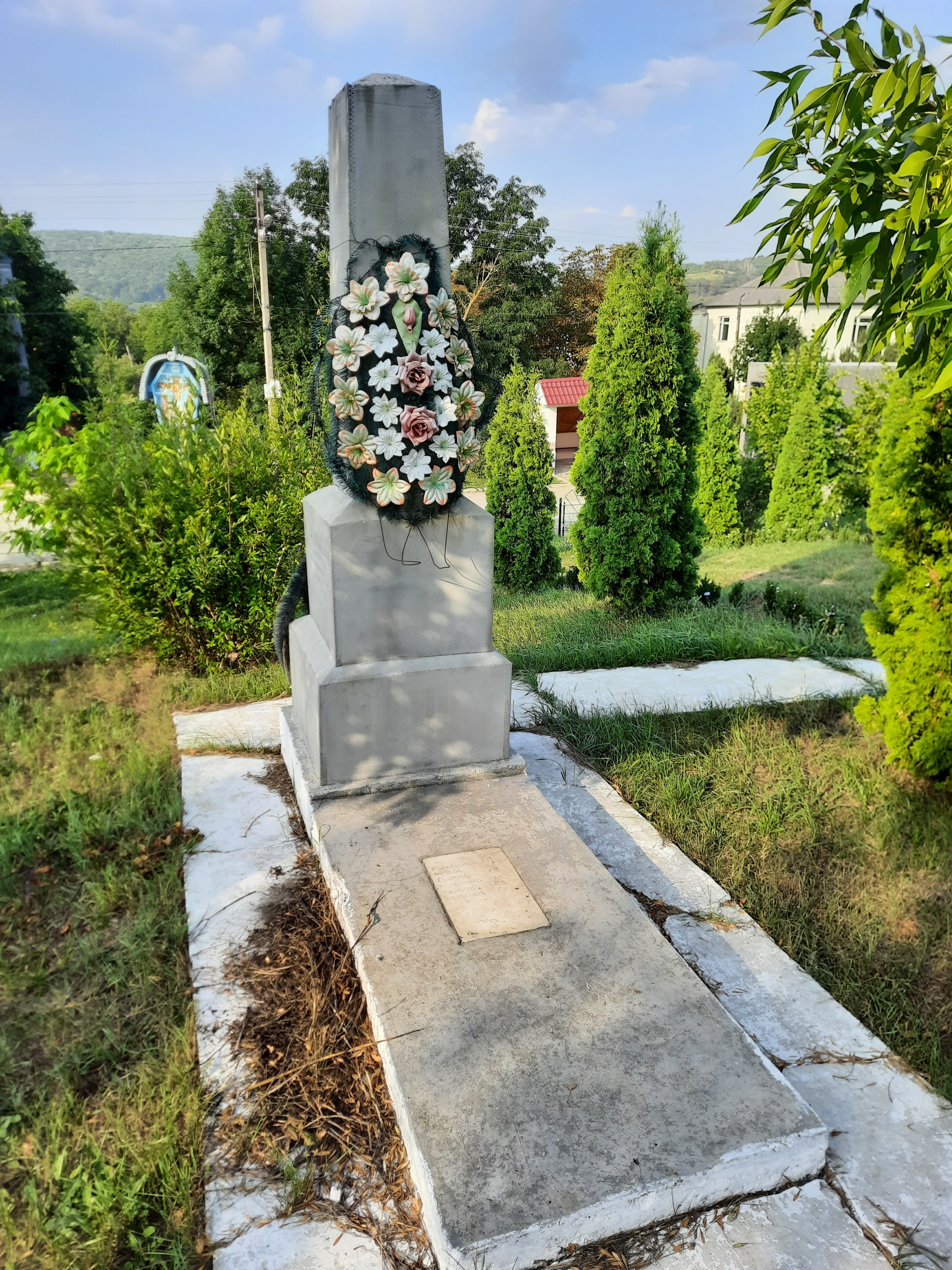
Monument la mormântul comun al ostașilor căzuți (5) în 1944.
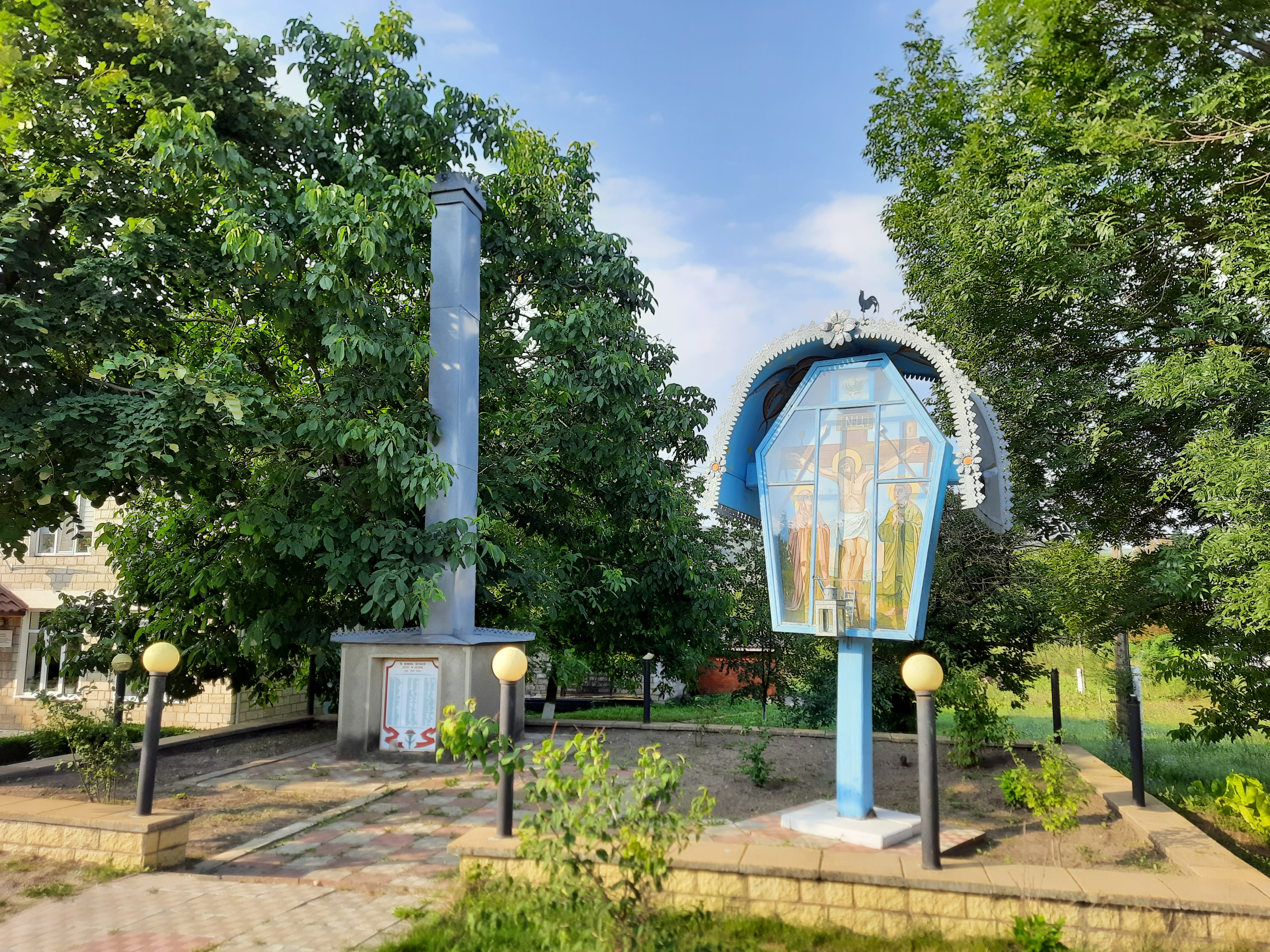
Monumentul în memoria consătenilor căzuți în Al Doilea Război Mondial.
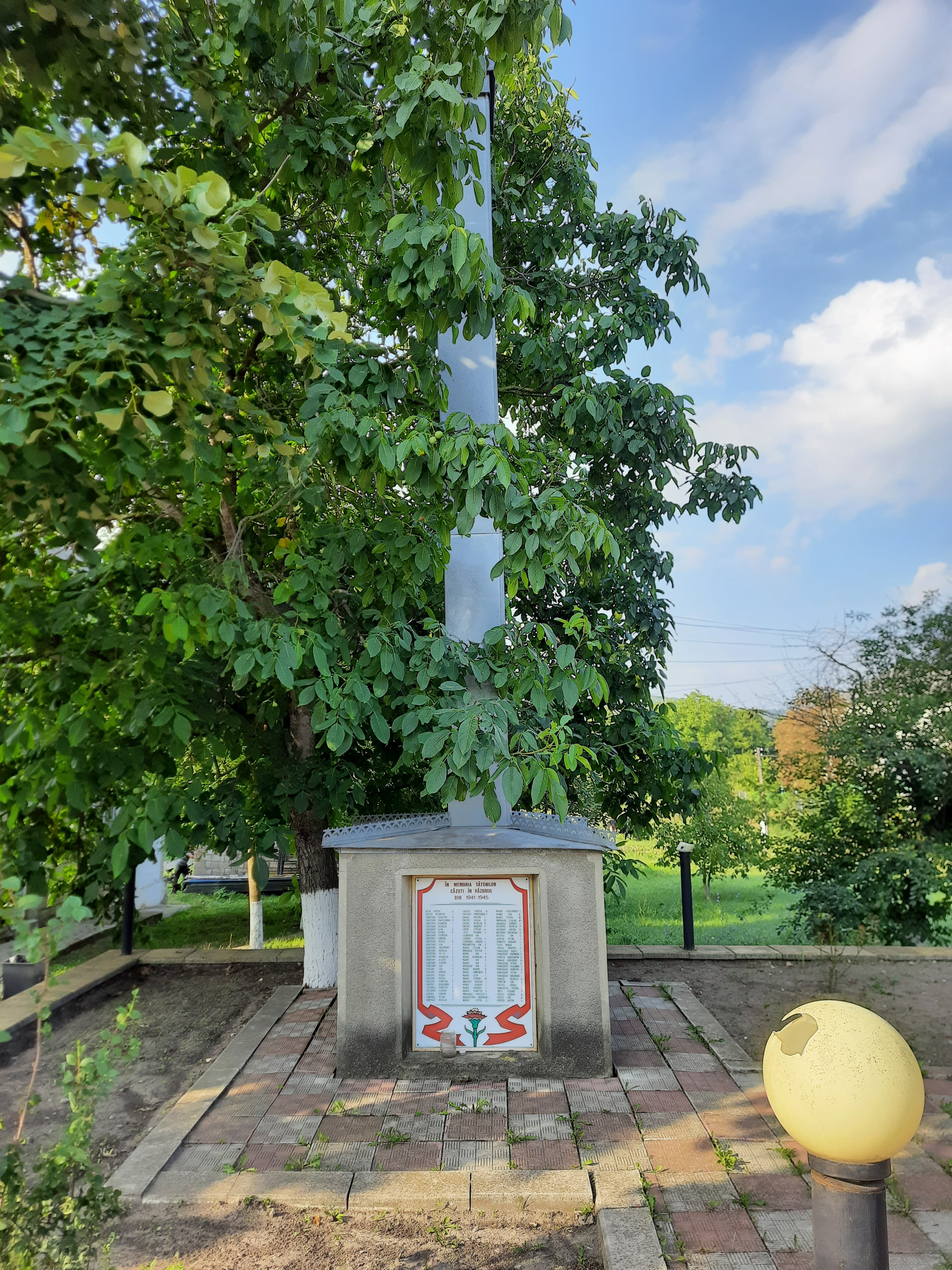
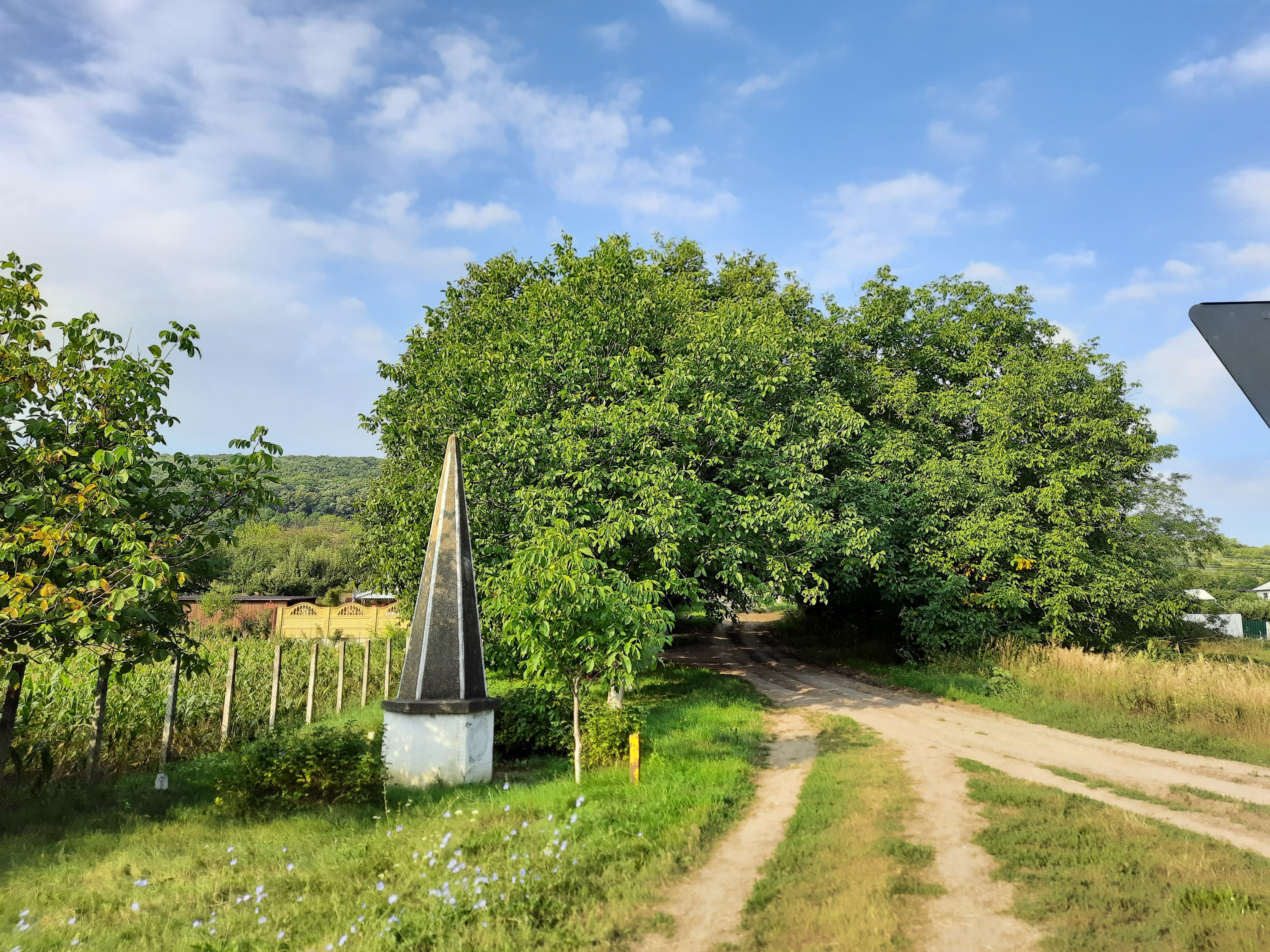
Monumentul comemorativ al partizanilor.
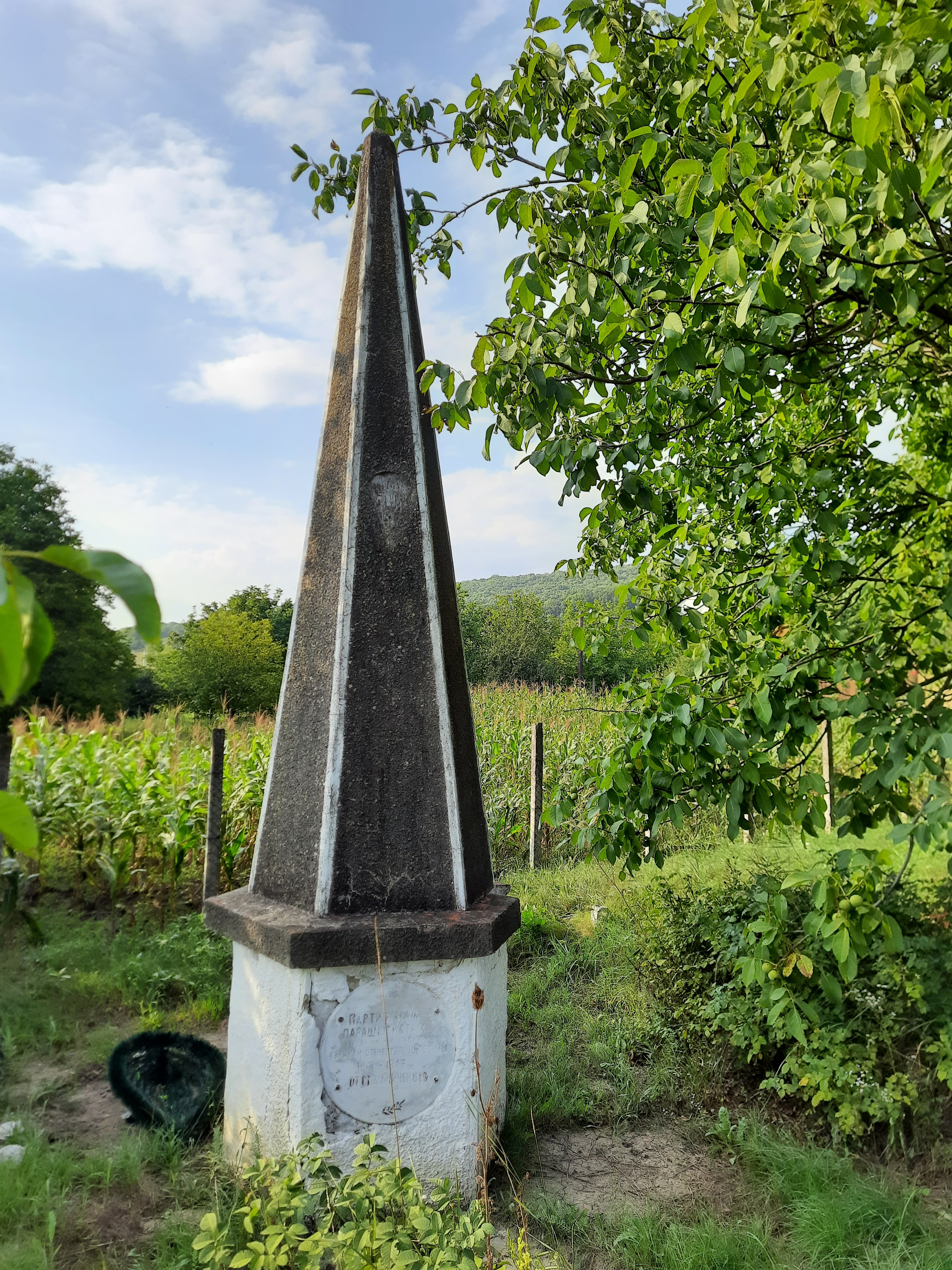